# Le Fabuleux Destin des inventions

Le Fabuleux Destin des inventions est une série de téléfilms documentaires, en partie docufictions, de la ZDF (re-)diffusés sur ARTE en août 2008. Ils mêlent l'histoire de la découverte avec des développements récents qui y sont liés.

## Liste des épisodes

### Saison 1 (2002)
- Le Télégraphe transatlantique : Cyrus Field investit dans un câble transatlantique (Axel Engstfeld, 2002)
- Et la longitude fut... : retrace la fabrication d'un garde-temps par John Harrison (Axel Engstfeld, 2002)
- En Caravelle vers l'inconnu : Henri le Navigateur et les découvertes portugaises (Axel Engstfeld, 2002)
- Feu sur l'Armada espagnole! : Adam Dreyling et les canons de Büchsenhausen (Axel Engstfeld, 2002)

### Saison 2 (2004)
- Le premier sous-marin: Horace Lawson Hunley construit le CSS H. L. Hunley pendant la Guerre de Sécession (Axel Engstfeld, 2004)
- Charles Goodyear et le caoutchouc : décrit l'invention de la vulcanisation par Charles Goodyear (Axel Engstfeld, 2004)
- La Bataille de l'Électricité: (Axel Engstfeld, 2004)
- Le Radar: un Enjeu Militaire: (Axel Engstfeld, 2004)

### Saison 3 (2006)
- Le canal de Suez: la réalisation du canal de Suez par Ferdinand de Lesseps (Axel Engstfeld, 2006)
- La course des géants du ciel: le Do X de Claudius Dornier, Hugo Junkers et ses projets d'aile volante (Achim Scheunert, 2006)
- Alfred Nobel et la dynamite: comment Alfred Nobel est parvenu à dompter la nitroglycérine (Axel Engstfeld, 2006)
- Un tunnel vers le Far West: retrace la vie et l'œuvre d'Alvah Crocker (Axel Engstfeld, 2006)

### Saison 4 (2008)
- Trahison à Trieste : Joseph Ressel et la propulsion à hélice marine (Axel Engstfeld, 2008)
- Du rififi sur la ligne: invention du téléphone par Graham Bell et son procès avec Elisha Gray (Christian Heynen, 2008)
- La vapeur qui révolutionna le monde : James Watt lance la Révolution industrielle sans le savoir (Achim Scheunert, 2008)
- Le pipeline de la discorde: Byron Benson met fin au monopole de John Davison Rockefeller (Axel Engstfeld, 2008)

### Saison 5 (2010)
- L'énigme Diesel: La mystérieuse disparition d’Alfred Diesel, inventeur du moteur qu’il voulait populaire (Christian Heynen 2010)
- La rocket du rail: Comment Georges Stevenson lança le développement du réseau ferroviaire (Christian Heynen 2010)
- Un mètre pour mesurer le monde: (Axel Engstefld 2010)
- L'aventure de la T.S.F.: (Axel Engstfeld, 2010)